# شارلوت هاوغ
شارلوت هاوغ (بالنرويجية البوكمول: Charlotte Haug)‏ هي طبيبة ومحررة نرويجية، ولدت في 21 مايو 1959 في أوسلو في النرويج.